# 欧盟农产品地理标示和传统特产标识
欧盟对于其境内传统和带有地理标示的农业产品有着一套保护机构，分别为原产地命名保护、地理标示保护和传统特产保证三种标识，用来推广和保护一些当地传统农产品。这三种标识基于欧洲议会和欧洲理事会于2012年11月21日通过的关于农产品和食品的质量方案，欧盟1151/2012号法规。这套法规在欧盟境内强制实施，并在欧盟与其他非欧盟国家的双边协议下，在国际范围上开始逐渐推广，来担保只有来源于当地的正宗产品才可以在贸易活动中得以标识或称呼。这套法令最早在1992年开始执行，本意在于保护区域特产的声望，推广乡村农业活动，帮助生产者以地道的产品获得更好的报酬，并且同时消除以次充好或口味不同的产品对消费者进行的误导以及不正当竞争。

英文的地理标示保护标识

英文的传统特产保证标识